# Henry Pope
Henry Pope az amerikai Szökés című sorozat egyik kitalált szereplője, akit Stacy Keach alakít. A karaktert a sorozat első évadának premier epizódjában ismerjük meg, mint a Fox River börtön igazgatóját.

## Háttér
Pope, hogy megbizonyosodjon róla, hogy a rabok vissza tudjanak állni a társadalomba szabadulásuk után, létrehozta a börtönmunkát a Fox Riverben. Ezen kívül egy tanulmányi programot is vezet, amellyel a rabok akár diplomát is szerezhetnek.
Van egy felesége, Judith, akivel 39 éve házasok. Azonban évekkel korábban, Toledóban viszonya volt egy nővel, akitől van egy fia, Will Clayton, aki 18 éves korában meghalt. Az első évad folyamán Henry bevallja a viszonyt a feleségének, de nem beszél Willről.

## Szerepek

### 1. évad
Ebben az évadban egy megértő, rendes embernek ismerhetjük meg, aki mindig igazságosan bánik az elítéltekkel. Mikor Michael a börtönbe megy, Pope megkéri, segítsen neki megépíteni a Taj Mahal makettjét (Michael ugyanis építészmérnők). Michael elfogadja az ajánlatot, Pope ekkor még nem is sejti, hogy ezt csak azért csinálja, hogy információkhoz jusson a szökési tervéhez. Egy alkalommal Paul Kellerman és Daniel Hale megfenyegeti, ha nem szállíttatja át Michaelt egy másik börtönbe, felfedik Pope családja előtt annak sötét titkait. Ám az igazgató nem teljesíti a követelést, inkább feltárja saját maga felesége előtt a titkokat. Az évad végén, mikor a makettet építgetik, Michael kést ránt Pope ellen és megfenyegeti, vitesse át Lincolnt a gyengélkedőre. Miután az igazgató ezt megtettte, Michael leüti, majd a szekrénybe zárja megkötözve.

### 2. évad
A rabok szökése után néhány órával Pope és Bellick egy tanács előtt felel a történtekért: Bellicket kirúgják, Pope-ot pedig fizetés nélküli szabadságra küldik, de maradhat az igazgató. Pope ezt nem fogadja el, inkább felmond. Az évadban akkor látjuk viszont, amikor Michael és Sara megkérik, hogy hozza ki a szivarklubból azt a bizonyos szalagot, ami felmenthetné Lincolnt. Pope ezt kisebb huza-vona után megteszi, és miután meghallgatja a felvételt, hinni kezd Linc ártatlanságában.
A további részekben nem hallunk felőle.